# Гарпер (округ, Канзас)
Шаблон:StateAbbr_ 37°12′00″ пн. ш. 98°05′00″ зх. д. / 37.2° пн. ш. 98.0833° зх. д.
Округ Гарпер (англ. Harper County) — округ (графство) у штаті Канзас, США. Ідентифікатор округу 20077.

## Історія
Округ утворений 1867 року.

## Демографія
За даними перепису 
2000 року 
загальне населення округу становило 6536 осіб, усе сільське.
Серед мешканців округу чоловіків було 3161, а жінок — 3375. В окрузі було 2773 домогосподарства, 1807 родин, які мешкали в 3270 будинках.
Середній розмір родини становив 2,9.
Віковий розподіл населення поданий у таблиці:
| Стать    | До 15 років | 15-21 | 22-29 | 30-39 | 40-49 | 50-65 | 65-85 | Понад 85 |
| -------- | ----------- | ----- | ----- | ----- | ----- | ----- | ----- | -------- |
| Чоловіки | 631         | 342   | 219   | 364   | 472   | 525   | 533   | 75       |
| Жінки    | 653         | 254   | 193   | 350   | 471   | 543   | 697   | 214      |

## Суміжні округи
- Кінгмен — північ
- Самнер — схід
- Грант, Оклахома — південний схід
- Алфалфа, Оклахома — південний захід
- Барбер — захід

## Виноски
1. ↑  U.S. Decennial Census. United States Census Bureau. Архів оригіналу за 12 травня 2015. Процитовано 26 липня 2014.
2. ↑  Historical Census Browser. University of Virginia Library. Архів оригіналу за 11 серпня 2012. Процитовано 26 липня 2014.
3. ↑  Population of Counties by Decennial Census: 1900 to 1990. United States Census Bureau. Архів оригіналу за 5 червня 2019. Процитовано 26 липня 2014.
4. ↑  Census 2000 PHC-T-4. Ranking Tables for Counties: 1990 and 2000 (PDF). United States Census Bureau. Архів оригіналу (PDF) за 18 грудня 2014. Процитовано 26 липня 2014.
5. ↑  State & County QuickFacts. United States Census Bureau. Архів оригіналу за 6 серпня 2011. Процитовано 26 липня 2014.(англ.) Наведено за англійською вікіпедією.
6. ↑  American FactFinder. Бюро перепису населення США. Архів оригіналу за 21 травня 2008. Процитовано 31 січня 2008.

| США | Це незавершена стаття з географії США. Ви можете допомогти проєкту, виправивши або дописавши її. |